# Kōshi
Kōshi (合志市 Kōshi-shi?) este un municipiu din Japonia, prefectura Kumamoto.

## Geografie
Koshi este situat în nordul orașului Kumamoto (capitala prefecturii) și la sud de orașul Kikuchi.
Localitatea este formată prin comasarea a două orașe: unul cu același nume și Nisigoshi. Unirea acestor două orașe a avut loc pe 27 februarie 2006, iar populația orașului este estimată la 52.500 locuitori, cu o densitate de 987,39 de locuitori pe km2.
Orașul se întinde pe o suprafață totală de 53,17 km2.